# 香草航空
香草航空（日语： Banira-ea）是日本一家低成本航空公司，成立於2013年8月20日，總部所在地與樞紐機場為成田國際機場。最初是日本全日空與馬來西亞亞洲航空於2011年8月合資成立的「日本亞洲航空」，其日本國內航線於2012年8月1日開航，國際線則在2012年10月28日開航。由於公司成立之後在營運上不如預期，因此在2013年8月時進行公司改組，成為全日空的獨資子公司，並在10月26日暫時停航，11月1日改名香草航空繼續營運，12月20日復航。2019年10月26日，香草航空航線及航班整併移轉至樂桃航空，而終止營運。

## 歷史

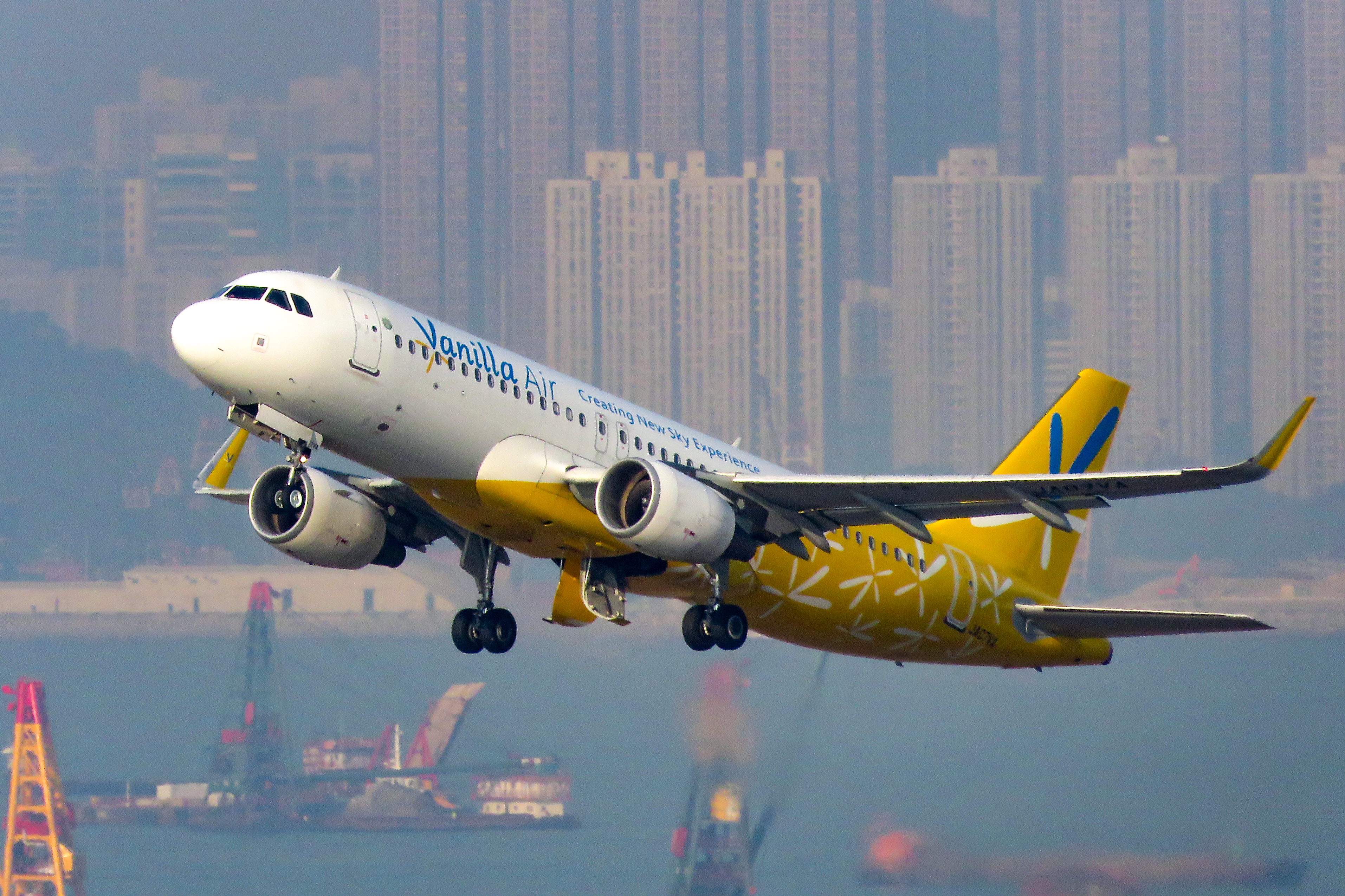
香草航空的空中巴士A320-214（WL）正在香港國際機場起飛

全日空以及亞洲航空於2011年7月21日在日本東京召開記者會，宣布合資日本亞洲航空。同年8月取得航空經營證書，並於2012年8月12日首航，首航班為東京-福岡航線。
日本亞洲航空是第一家以成田國際機場為基地的低成本航空公司，成立日期在全日空宣布成立另一廉航，以大阪關西國際機場為樞鈕的樂桃航空之後的幾個月，當時日本航空也積極地計畫成立其他廉航子公司。
日本亞洲航空的總部跟隨全日空設於東京，營運樞紐設於成田國際機場，一開始使用亞洲航空的品牌和服務模式提供日本國內線的服務，規劃的國際線航點包含臺灣、菲律賓和南韓。亞洲航空執行長東尼·費南德斯也表示成田可做為連結東南亞和美國地區的樞紐。
2013年6月，亞洲航空宣布撤回日本亞洲航空的投資，日本亞洲航空成為全日空集團的全資公司。全日空計畫2013年10月後以樂桃航空的品牌繼續提供日本亞洲航空的航線服務。《日本經濟新聞》報導，日本三家低成本航空中，日本亞洲航空的載客率最低。此合資破局有諸多原因，包含訂位系統未全面翻譯為日語，造成旅客不便；以當時旅行社仍是國內航線最主要的銷售管道時，卻並未以此作為銷售通路；還有以成田國際機場作為樞紐機場的不便與機場的宵禁政策等。
日本亞洲航空結束後，全日空進行公司重組，定於2013年12月20日以「香草航空」新品牌名稱營運。
2018年3月22日，全日空控股宣佈，香草航空在2019年度結束前將會與樂桃航空合併。
2018年11月2日，樂桃航空執行董事CEO井上慎一接任香草航空取締役社長（董事總經理）。
2018年12月17日，香草航空宣布將於2019年10月26日起停止飛航，與樂桃合併後，以樂桃為存續公司。在此之前會陸續停飛與樂桃重疊的航線，由樂桃接手飛航。
2019年10月26日，香草航空航線及航班移轉至樂桃航空統合整併，而終止營運。

## 航點

### 香草航空
香草航空營運：2013年12月20日起，2019年10月26日起停止飛航，部分航班由樂桃接手飛航。
| 國家／地區 | 城市     | 機場                | 開航日期           | 停飛日期           | 備註                                 |
| 國內航點   |          |                     |                    |                    |                                      |
| 日本       | 東京     | 成田國際機場        | 主要樞紐           | 主要樞紐           | 主要樞紐                             |
| 日本       | 沖繩     | 那霸機場            | 2013年12月20日開航 | 2019年5月31日停飛  | 2019年6月1日由樂桃航空飛航           |
| 日本       | 札幌     | 新千歲機場          | 2014年1月29日開航  | 2019年8月31日停飛  | 2019年9月1日由樂桃航空飛航           |
| 日本       | 奄美     | 奄美機場            | 2014年7月1日開航   | 2019年8月31日停飛  | 2019年9月1日由樂桃航空飛航           |
| 日本       | 大阪     | 關西國際機場        | 2016年4月27日開航  | 2019年5月6日停飛   | 2019年10月27日由樂桃航空飛航         |
| 日本       | 函館     | 函館機場            | 2017年2月22日開航  | 2019年3月30日停飛  |                                      |
| 日本       | 福岡     | 福岡機場            | 2018年3月25日開航  | 2019年10月26日停飛 | 2019年10月27日由樂桃航空飛航         |
| 日本       | 石垣     | 新石垣機場          | 2018年7月1日開航   | 2019年9月30日停飛  | 2019年10月27日由樂桃航空飛航東京成田 |
| 國際航點   |          |                     |                    |                    |                                      |
| 臺灣       | 臺北     | 臺灣桃園國際機場    | 2013年12月20日開航 | 2019年10月26日停飛 |                                      |
| 臺灣       | 高雄     | 高雄國際機場        | 2015年2月1日開航   | 2019年9月30日停飛  | 2019年10月27日由樂桃航空飛航東京成田 |
| 香港       | 香港     | 香港國際機場        | 2014年11月2日開航  | 2019年5月31日停飛  | 2019年6月28日由樂桃航空飛航沖繩      |
| 越南       | 胡志明市 | 新山一國際機場      | 2016年9月14日開航  | 2018年3月25日停飛  | 中停台北                             |
| 菲律賓     | 宿霧     | 麥克坦-宿霧國際機場 | 2016年12月25日開航 | 2019年10月26日停飛 |                                      |

### 日本亞洲航空
日本亞洲航空營運日期：2012年8月1日－2013年10月31日
| 國家／地區 | 城市         | 機場              | 備註               |
| 國內線     |              |                   |                    |
| 日本       | 東京         | 成田國際機場      | 主要樞紐           |
| 日本       | 福岡         | 福岡機場          | 2012年8月1日開航   |
| 日本       | 沖繩         | 那霸機場          | 2012年8月1日開航   |
| 日本       | 札幌         | 新千歲機場        | 2012年8月1日開航   |
| 日本       | 名古屋       | 中部國際機場      | 次要樞紐           |
| 國際線     |              |                   |                    |
|            | 首爾         | 仁川國際機場      | 2012年11月28日開航 |
| 釜山       | 金海國際機場 | 2012年10月1日開航 |                    |
| 臺灣       | 臺北         | 臺灣桃園國際機場  | 2013年7月3日開航   |

日本亞洲航空曾計劃在引入高載客量的A330客機後，於2013年增設往來泰國、印尼及新加坡的國際航線。

## 機隊
香草航空機隊
香草航空以兩種座位安排的空中巴士A320組成機隊，共設置180個座位，均為經濟艙座位。
2013年11月14日，機隊首架180個座位的空中巴士A320，注册号JA01VA的客機抵達成田國際機場。空中巴士配備CFM56引擎，由全日空向AWAS租賃，將於白色機身塗上香草航空的名稱標誌後正式運作。 其中，注册号为JA13VA的A320客机为全日空向中国飞机租赁集团租赁，这也是该公司在日本的首单飞机租赁合约。
| 機型             | 數量 | 待交付 | 載客量 |
| 空中巴士A320-214 | 18   | 0      | 180    |

前日本亞洲航空機隊
| 機型             | 數量 | 載客量   | 載客量   | 載客量 |
| 機型             | 數量 | 熱選座位 | 標準座位 | 總座位 |
| 空中巴士A320-216 | 8    | 42       | 138      | 180    |

## 備註
1. ↑  全日空在股權及投票權上佔67%，而亞洲航空則佔33%；而在資本投資上，全日空及亞洲航空分別各佔51%及49%[1]

## 資料來源
1. 1 2  . 全日本空輸. 2011-07-21  [2012-01-25]. （原始内容存档于2020-11-06） （英语）. （页面存档备份，存于）
2. ↑  . The Japan Times. 2011-10-28  [2013-12-04]. （原始内容存档于2019-04-03） （英语）. （页面存档备份，存于）
3. ↑  Sudhu, B.K. . thestar.com. 2011-07-15  [2013-12-04]. （原始内容存档于2019-12-05） （英语）. （页面存档备份，存于）
4. 1 2  Kana Inagaki & Hiroyuki Kachi. . Wall Street Journal. 2011-07-22  [2013-12-04]. （原始内容存档于2013-10-30） （英语）. （页面存档备份，存于）
5. ↑  . Ana.co.jp. 2011-07-21  [2013-12-04]. （原始内容存档于2020-11-06） （英语）. （页面存档备份，存于）
6. ↑  Yuri Kageyama. . Yahoo News!. 2012-10-03  [2013-12-04]. （原始内容存档于2020-04-17） （英语）. （页面存档备份，存于）
7. ↑  SIDHU, B.K. . thestar.com.my. 2011-07-15  [2013-12-04]. （原始内容存档于2019-12-02） （英语）. （页面存档备份，存于）
8. ↑  . Asiaone News. 2013-06-10  [2013-12-04]. （原始内容存档于2016-02-21） （英语）. （页面存档备份，存于）
9. ↑  . 日本經濟新聞. 2013-06-10  [2013-12-04]. （原始内容存档于2020-11-06） （日语）. （页面存档备份，存于）
10. ↑  . 日本經濟新聞. 2013-09-30  [2013-12-04]. （原始内容存档于2019-12-03） （日语）. （页面存档备份，存于）
11. ↑  Rob Vogelaar. . aviationnews.eu. 2013-08-23  [2013-12-04]. （原始内容存档于2013-08-26） （英语）. （页面存档备份，存于）
12. ↑  PDF - 全日空控股 2018年3月22日
13. 1 2  .   [2018-12-17]. （原始内容存档于2020-11-29）. （页面存档备份，存于）
14. ↑  . 朝日新聞. 2013-10-01  [2013-12-04]. （原始内容存档于2014-01-21） （日语）. （页面存档备份，存于）
15. ↑  バニラ・エア株式会社、Peach Aviation株式会社. . バニラエア. 2019-12-17. （原始内容存档于2019-06-09） （日语）. （页面存档备份，存于）
16. ↑  . Asia, Aviation News. 2011-11-07  [2013-12-04] （英语）.[永久]
17. ↑  .   [2013-12-05]. （原始内容存档于2020-11-27） （日语）. （页面存档备份，存于）
18. ↑  Yoshikawa, Tadayuki. . Aviation Wire. 2013-11-14  [2013-12-05]. （原始内容存档于2019-12-04） （英语）. （页面存档备份，存于）
19. ↑  『エアアジア、11月から社名変更 「バニラ」国際線強化へ 競争激化で独自色』 - 読売新聞 2013年8月21日 11ページ

## 外部連結
- 香草航空 （页面存档备份，存于）（日語）（英文）（繁體中文）
- 香草航空的Facebook專頁